# هدایت‌الله بهبودی کلهری

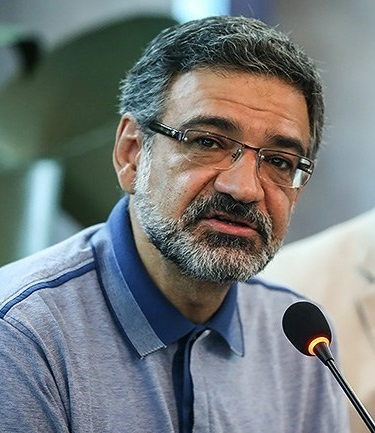
هدایت الله بهبودی، نویسنده و خبرنگار ایرانی، اهل تبریز

هدایت الله بهبودی کلهری (زاده ۱۳۳۹، تبریز) که به «هدایت الله بهبودی» مشهور است، نویسنده و خبرنگار شیعهٔ آذری ایرانی است که مدیر دفتر ادبیات انقلاب اسلامی حوزه هنری، و عضو فرهنگستان زبان و ادبیات فارسی می‌باشد. دیگر سوابق وی شامل مسئولیت در دفتر روزنامه جمهوری اسلامی، (خبرنگار) روزنامه تهران تایمز، دفتر ادبیات و حوزه مقاومت، روزنامه ایران، دفتر ادبیات اسلامی، و مواردی دیگر می‌باشد.
بهبودی که پس از تولد در شهر تبریز، در سال ۱۳۴۳ به همراه خانواده به تهران رفت، در سال ۱۳۷۱ در مقطع کارشناسی، از دانشگاه تهران --رشته تاریخ-- فارغ‌التحصیل شد. وی همزمان با شروع جنگ ایران-عراق بعنوان خبرنگار فعالیت نمود که قبل از آن نیز در واحد امور خارجه دفتر حزب جمهوری اسلامی مشغول بود.

## سوابق
این پژوهشگر که تحت عنوان «تاریخ‌نگار انقلاب اسلامی» نیز شناخته می‌شود، در سال ۱۳۶۲ به خبرنگاری روزنامه تهران تایمز درآمد و پس از سه سال (سال ۱۳۶۵) در دفتر روزنامه جمهوری اسلامی مشغول گردید و فعالیتش را در مقام مسئول صفحهٔ «جبهه و جنگ» ادامه داد. بهبودی در سال ۱۳۶۷ به همراه مرتضی سرهنگی راهی حوزه هنری شد و دفتر «ادبیات و هنر مقاومت» را تأسیس نمود.
هدایت الله بهبودی کلهری برای دوره‌ای نیز در سِمتِ سردبیری سرویس فرهنگی روزنامه ایران فعالیت داشت. وی همچنین بعد از گذشت ۵ سال، از دفتر «ادبیات و هنر مقاومت» خداحافظی نمود و دفتر «ادبیات انقلاب اسلامی» را در سال ۱۳۷۲ (در حوزه هنری) ایجاد نمود. این مولفِ ایرانی در زمستان سال ۱۳۸۲ سردبیر فصلنامه مطالعات تاریخی شد.

## آثار
بهبودی دارای آثار و تالیفات مختلفی می‌باشد، همانند کتاب «شرح اسم» (زندگینامه رهبر جمهوری اسلامی ایران، سید علی خامنه‌ای) و «کتاب الف لام خمینی» (زندگینامه سید روح‌الله خمینی) که جزو برگزیدگان جایزه کتاب سال جمهوری اسلامی ایران و همچنین برگزیدگان جایزه ادبی جلال آل احمد می‌باشد.
از دیگر آثار وی می‌توان اشاره نمود به:
- یادهای زلال
- تبریز در انقلاب
- سفر به حلبچه
- سفر به روسیه ۹۳
- سیمای حج در سال ۷۰
- ادبیات در جنگ‌های ایران و روس
- شهید صدوقی / هدایت‌الله بهبودی
- سفر به قله‌ها (پنج گزارش جنگی)
- پا به پای باران (دو گزارش از خرمشهر)
- سفر به قبله (یادداشت‌های حج ۱۳۷۰)
- ادبیات نوین ایران پس از نهضت مشروطه
- انقلاب اسلامی به روایت اسناد ساواک (جلد ۱)
- انقلاب اسلامی به روایت اسناد ساواک (جلد ۷)
- انقلاب اسلامی به روایت اسناد ساواک (جلد ۸)
- انقلاب اسلامی به روایت اسناد ساواک (جلد ۲۵)
- انقلاب اسلامی به روایت اسناد ساواک (جلد ۵ و ۶)
- انقلاب اسلامی به روایت اسناد ساواک (جلد ۲ تا ۴)
- یاران آسمانی (خاطرات فرماندهی لشکر ۳۱ عاشورا)
- انقلاب اسلامی به روایت اسناد ساواک (جلد ۱۲و ۱۳)
- انقلاب اسلامی به روایت اسناد ساواک (جلد ۱۴و ۱۵)
- انقلاب اسلامی به روایت اسناد ساواک (جلد ۹ تا ۱۱)
- انقلاب اسلامی به روایت اسناد ساواک (جلد ۲۳ و ۲۴)
- انقلاب اسلامی به روایت اسناد ساواک (جلد ۱۶ تا ۱۹)
- انقلاب اسلامی به روایت اسناد ساواک (جلد ۲۰ تا ۲۲)
- روزشمار تاریخ معاصر ایران (جلد دوم: ۱۳۰۱ خورشیدی)
- روزشمار تاریخ معاصر ایران (جلد سوم: ۱۳۰۲ خورشیدی)
- سفر بر مدار مهتاب (گفتگو با کبرا سیل‌سه‌پور، همسر سید علی اندرزگو)
- خرمشهر، کو جهان‌آرا (گفتگو با صغرا اکبرنژاد، همسر سید محمد جهان‌آرا)
- مرتضی آیینه زندگی‌ام بود (گفتگو با مریم امینی، همسر سید مرتضی آوینی)
- خرمشهر، خانه‌ای رو به آفتاب (گفتگو با صدیقه زمانی، همسر [سردار] عبدالرضا موسوی)[۱۴]
- مدال و مرخصی (کتابی صوتی-انگلیسی است که خاطراتی تلخ و شیرین از زبان یک اسیر عراقی می‌باشد)[۱۵]